# Lanxess Arena

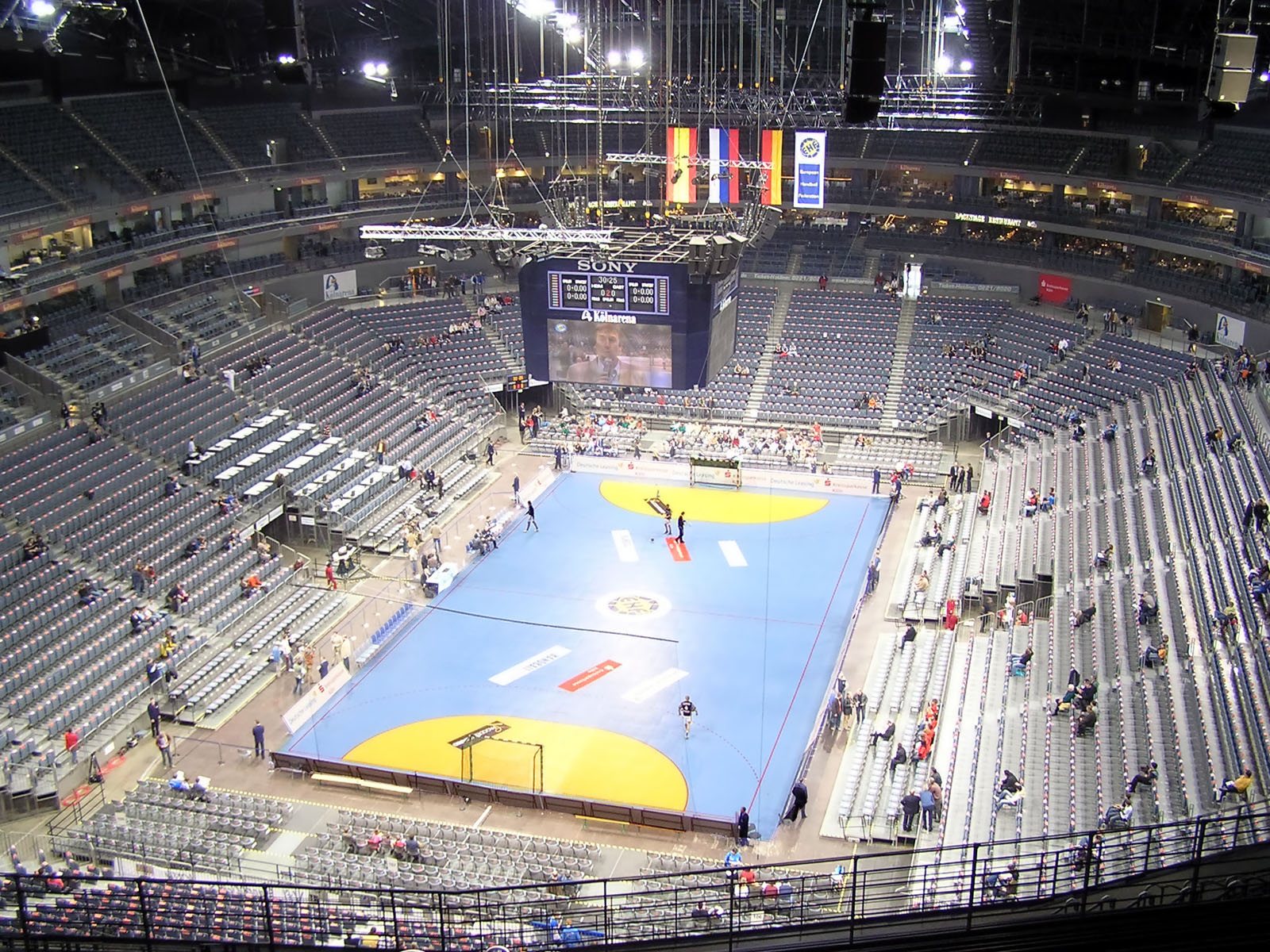
Arenans insida 2006.

Lanxess Arena är en multifunktionell inomhusarena i Köln, Tyskland. Den används primärt av ishockeylaget Kölner Haie och handbollslaget VfL Gummersbach. Arenan ligger i stadsdelen Köln-Deutz och har plats för cirka 18 000 åskådare. Arenan var en av värdarenorna under världsmästerskapet i handboll för herrar 2007 samt världsmästerskapet i ishockey för herrar 2010 och 2017.
ESL One Cologne, e-sport evenemang hålls årligen i arenan sedan 2015.
Artister som Adele, Taylor Swift, David Bowie, Måns Zelmerlöw och Rihanna har också uppträtt i arenan.

## Evenemang
- Världsmästerskapet i handboll för herrar 2007
- Världsmästerskapet i ishockey för herrar 2010
- Världsmästerskapet i ishockey för herrar 2017

### Fotnoter
1. ↑  ”Hockey-VM i Paris och Köln”. Svenska dagbladet. 17 maj 2013. https://www.svd.se/hockey-vm-i-koln-och-paris. Läst 22 maj 2017.
2. ↑  ”ESL One Cologne”. https://www.esl-one.com/csgo/cologne-2019/. Läst 6 juni 2019.
3. ↑  ”Måns Zelmerlöw i Lanxess Arena”. https://handbollskanalen.se/cl-herrar/mans-zelmerlow-upptrader-pa-final-four/. Läst 1 april 2019.